# Compagnie Aéronautique Européenne
Compagnie Aéronautique Européenne (code IATA : C9, code OACI : FEU) était une compagnie aérienne française créée en 1991 en tant que compagnie de transport à la demande de passagers et de fret mais aussi de transport régulier et d'évacuation sanitaire basée à Vitrolles.

## Histoire
En 1985, la compagnie aérienne DIRAC Aviation voyait le jour et exerçait une activités touristico-religieux vers Lourdes aux moments du pèlerinage, des liaisons régulières au départ de l'aéroport de Tarbes-Lourdes et des liaisons en hélicoptère entre l'Île-d'Yeu et le continent.  
Elle cessait ses activités en 1990.
Charles-Albert Petiteau, l'ancien directeur de Dirac Aviation, créait à son tour la "CAE - Compagnie Aéronautique Européenne", basée sur l'aéroport de Marseille et le siège social à Vitrolles (Bouches-du-Rhône), fort de 9 Swearingen SA226-AT Merlin IV dont le F-GIAC de Dirac Aviation et 1 Beechcraft 200. 
Hormis les vols à la demande de passagers ou de fret, elle opérait à partir de 1993 des vols entre Paris/CDG et Liège en Belgique. 
La compagnie cessait à son tour ses activités en 2001. Quelques Swearingen Metro partait alors chez Champagne Airlines.

## Le réseau
La compagnie desservait:
- Paris-Liège en 1993.
- Paris-Maastricht[4].

## Flotte
La CAE disposait de:
- Swearingen SA226-AC Metro III (F-GJPN, F-GPSN, F-GTRB et F-GGLG)
- Swearingen SA227-AC Metro III (F-GHVE)
- Swearingen SA226-AC Metro IV (F-GIAC)
- British Aerospace Jetstream 3201 (F-GMVP, F-GMVI et F-GMVK)